# I Won't Be Home for Christmas (Сімпсони)
«I Won't Be Home for Christmas» (укр. «Я не буду вдома на Різдво») — дев'ята серія двадцять шостого сезону мультсеріалу «Сімпсони», прем'єра якої відбулась 7 грудня 2014 року у США на телеканалі «Fox».

## Сюжет
Гомер планує виконати бажання Мардж напередодні Різдва, вчасно залишивши роботу і приїхавши додому, щоб відсвяткувати Різдво зі своєю сім'єю. Однак, потрапивши у дорожньо-транспортної пригоди по дорозі додому, він зупиняється, щоб швидко випити у таверні Мо. Коли він намагається піти, Мо переконує його залишитися там, чесно кажучи Гомеру, наскільки він самотній і пригнічений. Зрештою, Гомер залишається, однак втрачає лік часу. Згодом він залишає Мо, який тамує смуток у караоке.
Коли Гомер нарешті приходить додому, розлючена Мардж виганяє його, кажучи, що не хоче, щоб він був вдома на Різдво. Потім Гомер вирушає гуляти безлюдним і прохолодним Спрінґфілдом. Гомер опиняється в жалюгідному місцевому кінотеатрі, де дивиться гнітючий фільм типу «Життя прекрасне» разом з іншими такими ж загубленими душами.
Тим часом Мардж впадає в депресію без Гомера, але водночас говорить дітям, що не планує прощати його. У цей момент Мо, знайшовши гаманець Гомера, який він залишив у таверні, спускається з димоходу будинку Сімпсонів. Він розповідає Мардж правду про те, чому Гомер пізно пішов напередодні Різдва. Мардж негайно намагається зателефонувати Гомеру. Однак, Гомер загубив телефон. Зрештою сім'я вирушає шукати його.
Після того, як Мардж обшукує місто, то знаходить Гомера на депресивній вечірці для працівників торгових центрів. Обоє досягають прозріння: Гомер зрозумів, що залишитися без своєї сім'ї на Різдво набагато гірше, ніж бути з ними; а Мардж каже, що вона не завжди повинна припускати, що Гомер робить дурниці без причин. Вони миряться і чекають щасливого нового року.
Наприкінці серії показано анонс серії «The Man Who Came to Be Dinner» (укр. «Людина, яка прийшла, аби стати вечерею»)…

## Виробництво
Сценарист і виконавчий продюсер серії Ел Джін встановив новий рекорд як з найбільшою перервою як сценарист на той час. Попередня серія Джіна — 20 серія 12 сезону «Children of a Lesser Clod», що вийшла 2001 року, за 13 років до виходу цієї серії. Однак, цей рекорд буде побито у наступній серії Девідом Міркіном.

## Цікаві факти та культурні відсилання
- Наприкінці серії (під час прем'єрної та міжнародної трансляцій) показано анонс серії «The Man Who Came to Be Dinner», яка вийшла 4 січня 2015 року. Водночас при повторній трансляції серії 17 грудня 2015 року було показано анонс до 10—12 серій 27 сезону, що вийшли у січні 2016 року[1].

## Ставлення критиків і глядачів
Під час прем'єри серію переглянули 6,52 млн осіб з рейтингом 2.9, що зробило її найпопулярнішим шоу на каналі «Fox» тієї ночі.
Денніс Перкінс з «The A.V. Club» дав серії оцінку B-, сказавши:
|  | Помірне задоволення, яке можна отримати від „I Won't Be Home for Christmas“, йде від шоу, яке намагається трохи розбити серце та сміється із чверті століття добре витопленої території. Задоволення чималі, але вони вимагають зусиль. |

У лютому 2016 року серію було номіновано на премію «Енні» в області написання сценарію анімації.
Згідно з голосуванням на сайті The NoHomers Club більшість фанатів оцінили серію на 4/5 із середньою оцінкою 3,84/5.